# Perseide

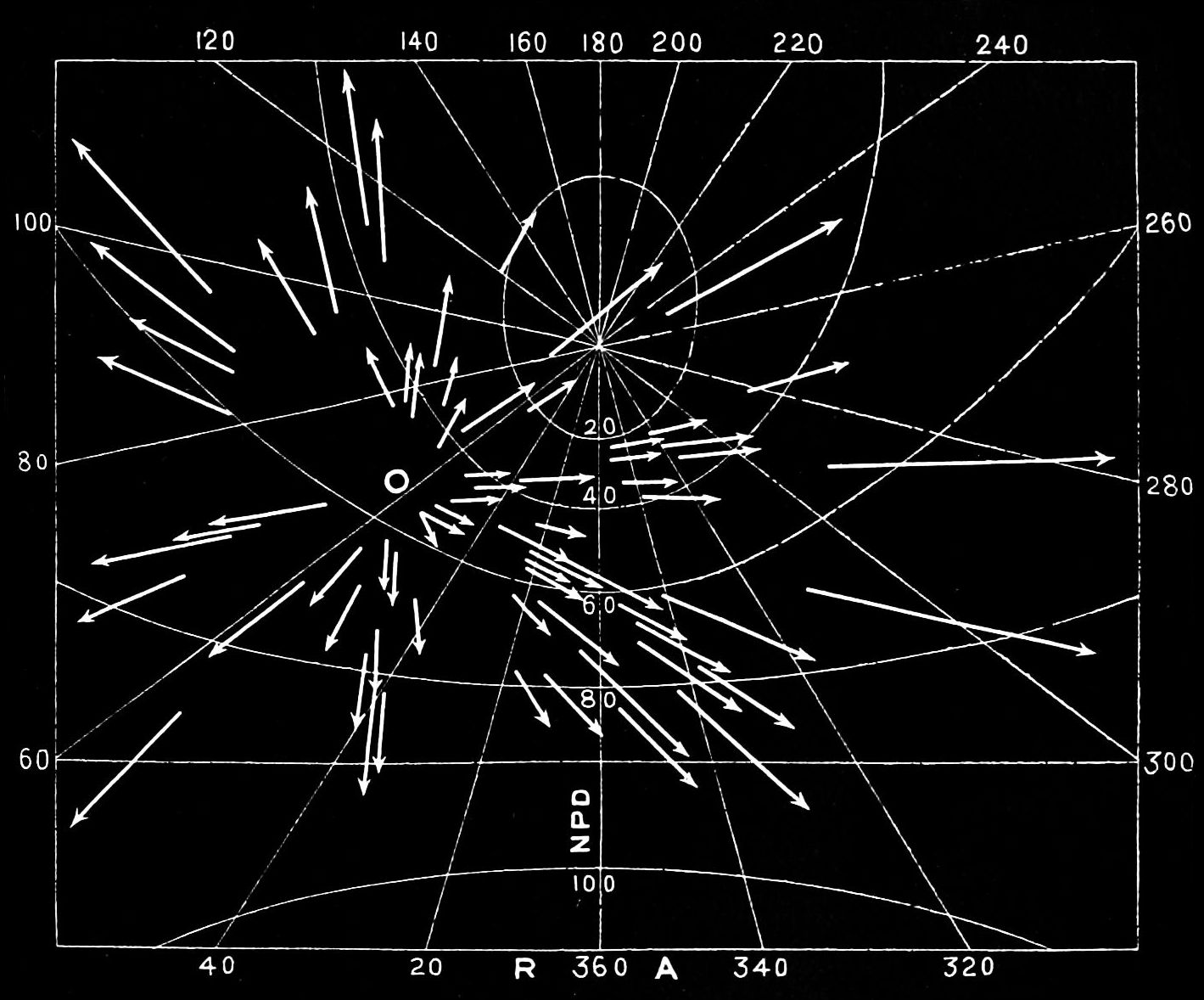
Hartă cerească în care este arătat radiantul ploii meteorice Perseide.

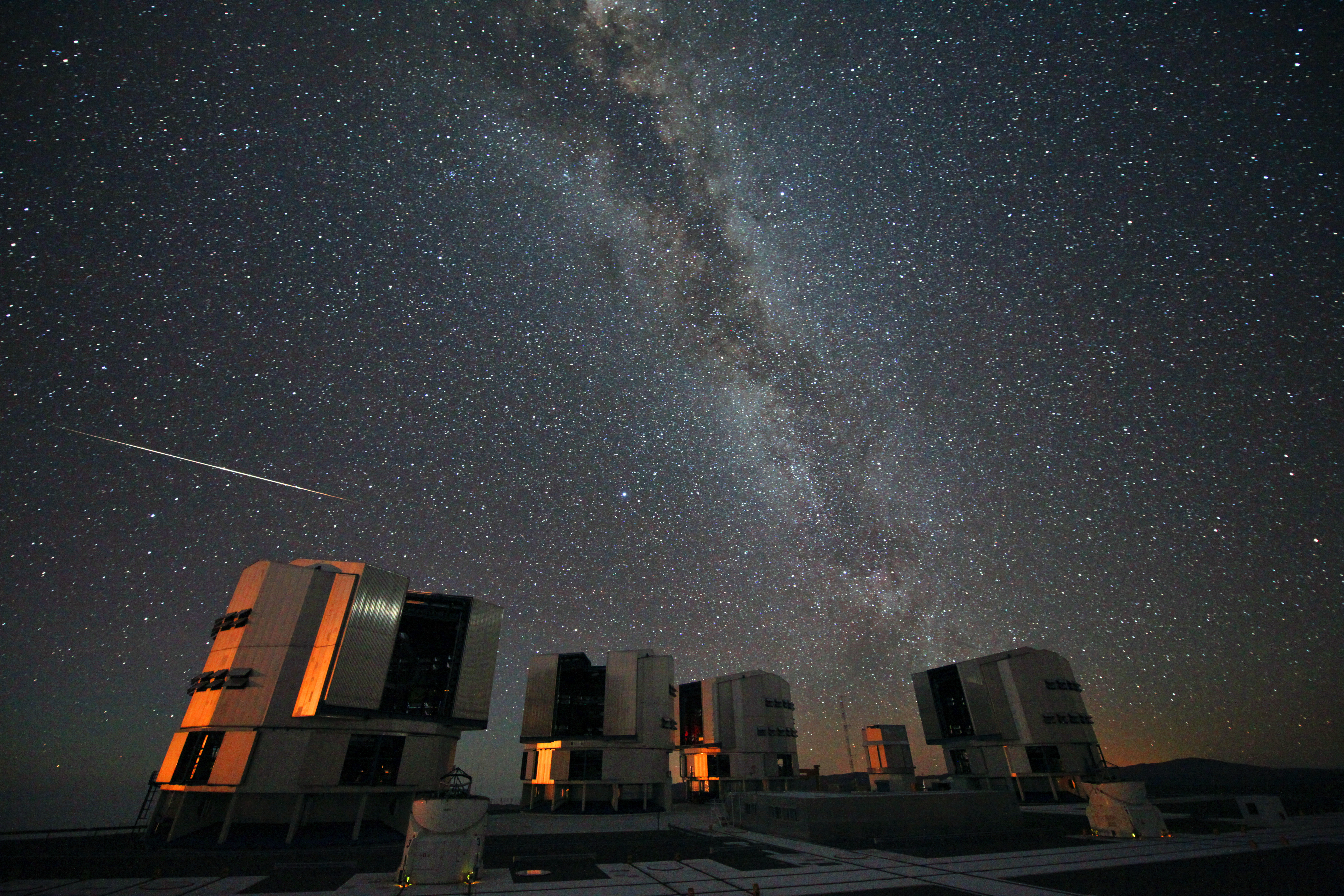
Perseidele din 2010 deasupra telescopului VLT a Observatorului European de Sud

Perseide sunt o prolifică ploaie de meteori asociată cu cometa Swift-Tuttle. Originea numelui acestei „ploi” este datorită punctului de unde par să apară, numit radiant, aflat în constelația Perseu. Numele provine parțial și din cuvântul grecesc „Περσείδες” (Perseides), un termen care se găsește în mitologia greacă ce se referă la fiii eroului mitologic Perseu.

## Descriere
Fluxul de corpuri este numit Perseide și se întinde de-a lungul orbitei cometei Swift-Tuttle. Acest nor este constituit din particule lăsate în urmă de cometă în timpul călătoriei de-a lungul orbitei. Astăzi, majoritatea prafului din nor are mai mult de 1000 de ani. Chiar și așa există un filament relativ subțire de praf în flux care a fost eliminat de cometă în 1862. Rata meteorilor ce originează din acest filament este mai mare decât părțile mai vechi ale fluxului.
Această ploaie de meteori a fost observată regulat pe o perioadă de mai bine de 2000 de ani, cu primele informații despre acest fenomen originare din Estul Îndepărtat. Unii catolici fac referire la această ploaie de meteori ca „Lacrimile Sfântului Laurențiu”, această asociere având legătură cu mucenicia acestuia, comemorată pe 10 august.
Cometa care a dat naștere acestui roi este Swift-Tuttle, al cărui nucleu are diametrul de circa 10 km. Cea mai recentă trecere a sa la periheliu a avut loc în 1992, iar următoarea va avea loc în 2126. Meteorii pe care-i vedem acum sunt particule eliberate în timpul trecerilor cometei la periheliu.
Ploaia este vizibilă din mijlocul lunii iulie, în fiecare an, atingându-și apogeul între 9 și 14 august, și depinde de localizarea în particular a fluxului. La apogeu, rata meteorilor atinge 60 și chiar mai mulți pe oră. Ei pot fi urmăriți pe tot cuprinsul cerului, dar din cauza căii orbitei Swift-Tuttle, Perseidele sunt mai ales vizibile în emisfera nordică. Ca și celelalte ploi de meteori, rata ploii este mai mare în orele dinaintea zorilor, în condițiile în care partea Pământului aproape de a se roti la soare scade mai mulți meteori în timp ce Pâmântul se mișcă prin spațiu.

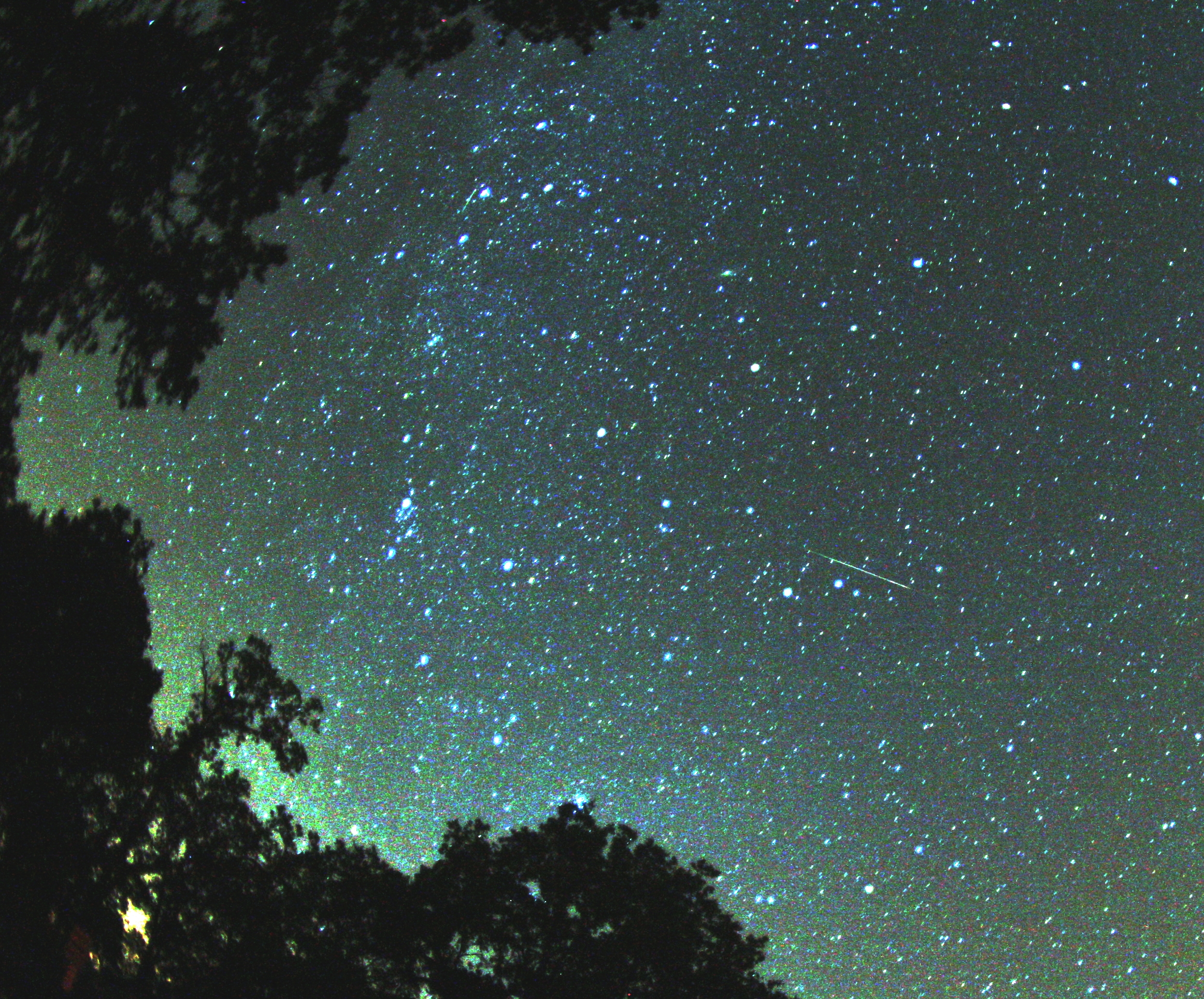
Perseidele în 2007.

| An   | Perseidele active între | Apogeu                                                  |
| ---- | ----------------------- | ------------------------------------------------------- |
| 2022 | 17 iulie - 24 august    | 12 - 13 august (Lună Plină pe 12 august)                |
| 2020 | 16 iulie – 23 august    | 12 - 13 august (ZHRmax 100) (Lună Plină pe 3 august)    |
| 2019 | 17 iulie–24 august      | 12 - 13 august (ZHRmax 80) (Lună Plină Aug 15)          |
| 2018 | 17 iulie–24 august      | 11 – 13 august (ZHRmax 60)                              |
| 2017 | 17 iulie–24 august      | 12 august                                               |
| 2016 | 17 iulie–24 august      | 11 - 12 august (ZHRmax 150) (Primul pătrar, 10 august)  |
| 2015 | 17 iulie–24 august      | 12-13 august (ZHRmax 95) (Lună nouă, 14 august)         |
| 2014 | 17 iulie - 24 august    | 12 - 13 august (ZHRmax 68) (Lună plină, 10 august)      |
| 2013 | 17 iulie - 24 august    | 12 august (ZHRmax 109)                                  |
| 2012 | 23 iulie - 24 august    | 11 - 12 august (ZHRmax 100)                             |
| 2011 | 17 iulie - 24 august    | (ZHRmax 100)                                            |
| 2010 | 23 iulie – 24 august    | (ZHRmax 142)                                            |
| 2009 | 14 iulie – 24 august    | (ZHRmax 173)                                            |
| 2008 | 25 iulie – 24 august    | (ZHRmax 116)                                            |
| 2007 | 19 iulie – 25 august    | (ZHRmax 93)                                             |
| 1972 |                         | 12 august: cea mai activă ploaie de meteori din istorie |

### Cometa-mamă
Giovanni Schiaparelli este primul astronom care a identificat cometa-mamă a Perseidelor, Swift-Tuttle. Numele acestei comete, descoperite la 15 iulie 1862, provine de la cei doi astronomi, Lewis Swift și Horace Parnell Tuttle, care au observat-o în același timp. Ea lasă o dâră de praf cometar pe orbita sa, care suferă atracția gravitațională terestră, și formează o „ploaie de stele căzătoare” care se consumă, cele mai multe, pătrunzând în atmosfera terestră. Majoritatea particulelor de praf întâlnite datează de vreo mie de ani, dar unele datează de la trecerea cometei în 1862.

## Accidente cosmice
La 12 august 1993, Agenția Spațială Europeană a pierdut satelitul de comunicații Olympus, ca urmare a coliziunii acestuia cu un meteor din Perseide.
.